# Římskokatolická farnost Horní Jiřetín

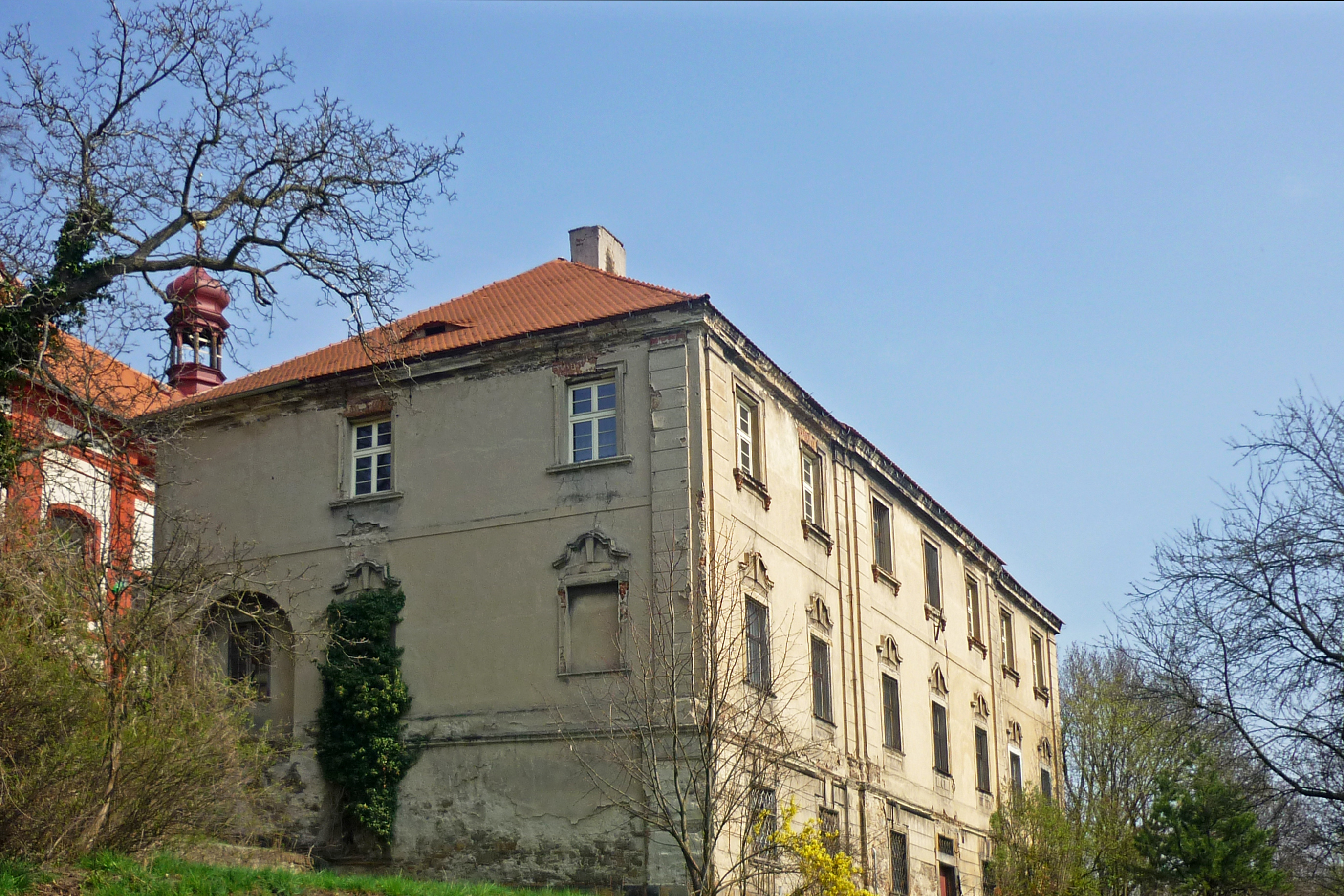
Budova fary v Horním Jiřetíně

Římskokatolická farnost Horní Jiřetín (lat. Obergeorgenthalium) je církevní správní jednotka sdružující římské katolíky na území města Horní Jiřetín a v jeho okolí. Organizačně spadá do krušnohorského vikariátu, který je jedním z 10 vikariátů litoměřické diecéze. Centrem farnosti je kostel Nanebevzetí Panny Marie v Horním Jiřetíně.

## Historie farnosti
Již před rokem 1384 byla v místě plebánie. Matriky jsou vedeny od roku 1639.
Farnost existovala do 31. prosince 2012 jako součást litvínovského farního obvodu. Od 1. ledna 2013 se osamostatnila a afilovala farnosti Brandov, Dolní Jiřetín, Hora Svaté Kateřiny, Malý Háj a Nová Ves v Horách.

### Duchovní správcové vedoucí farnost
Začátek působnosti jmenovaného v duchovní správě farnosti od:
- 1671   Melchior Heinz Tschaudes
- 1672   Christ. Bergmann
- 1692   Christ. Franc. Hellbach
- 1704   Georg. Jos. Hike
- 1724   Christ. Joann. Reiff
- Joann. Const. Schindler
- 1765   Georgius Strobel
- 1771   Jos. Stowasser
- 1804   Franc. Tietz, † 7. 12. 1807
- 1807   Franc. Wagner, n. 28. 12. 1741 Dux., o. 21. 9. 1768, † 7. 10. 1828
- 1828   par. vacat, cap. Josef Teiser
- 1829   Josef Neuber, n. 25. 6. 1779 Obergeorgenthal, o. 7. 9. 1802, † 27. 6. 1867
- 1838   Josef Honolke, n. 1. 5. 1783 Lochtschicens., o. 30. 8. 1807, † 2. 9. 1859
- 1860   Ludov. Fichtner, n. 15. 8. 1816 Kaaden, o. 29. 7. 1841, † 5. 8. 1868
- 1869   Ignat. Wazel, n. 31. 3. 1814 Leipa, o. 3. 8. 1837, † 8. 11. 1879
- 1879   par. vacat, admin. int. Aug. Dressler
- 1880   Josef Totzauer, n. 24. 8. 1827 Kunau, o. 25. 7. 1852, † 27. 4. 1888
- 1889   Aug. Dressler, n. 20. 6. 1844 Č. Kamenice, o. 20. 7. 1869, † 17. 5. 1906
- 1907   Ignat. Tichatschke, n. 3. 5. 1857 Unter Wekelsdorf. o. 11. 5. 1884, † 24. 10. 1928
- 1912   Carol. Braun, n. 29. 10. 1881 Ludweis., o. 14. 7. 1907
- 1921   Jos. Rauer, n. 16. 6. 1887 Fleyh, o. 17. 7. 1910, † 26. 7. 1961
- 1. 8. 1941 Gustav. Böhm, n. 23. 5. 1906 Wrchlaben, o. 29. 6. 1930, † 11. 5. 1963
- od 1. 10. 1945 Rudolf Scholze
- 1946  Josef Rauer
- 1. 9.  1953  Oldřich Vinduška
- 1. 8. 1955  Bohuslav Skácel
- 3. 12. 1956  Oldřich Vinduška
- 1. 4.  1957  Tomáš Holoubek
- 1. 6.  1965 Jan Kozár
- 1. 10 1970   Jaroslav Čuřík, SDB
- 15. 9. 2001   Grzegorz Czerny jako administrátor excurrendo in spiritualibus s ing. Vladimírem Buřtem, který je ve farnosti administrátorem in materialibus[3]

Kromě kněží stojících v čele farnosti, působili ve farnosti v průběhu její historie i jiní kněží. Většinou pracovali jako farní vikáři, kaplani, katecheté, výpomocní duchovní aj.

#### Galerie duchovních

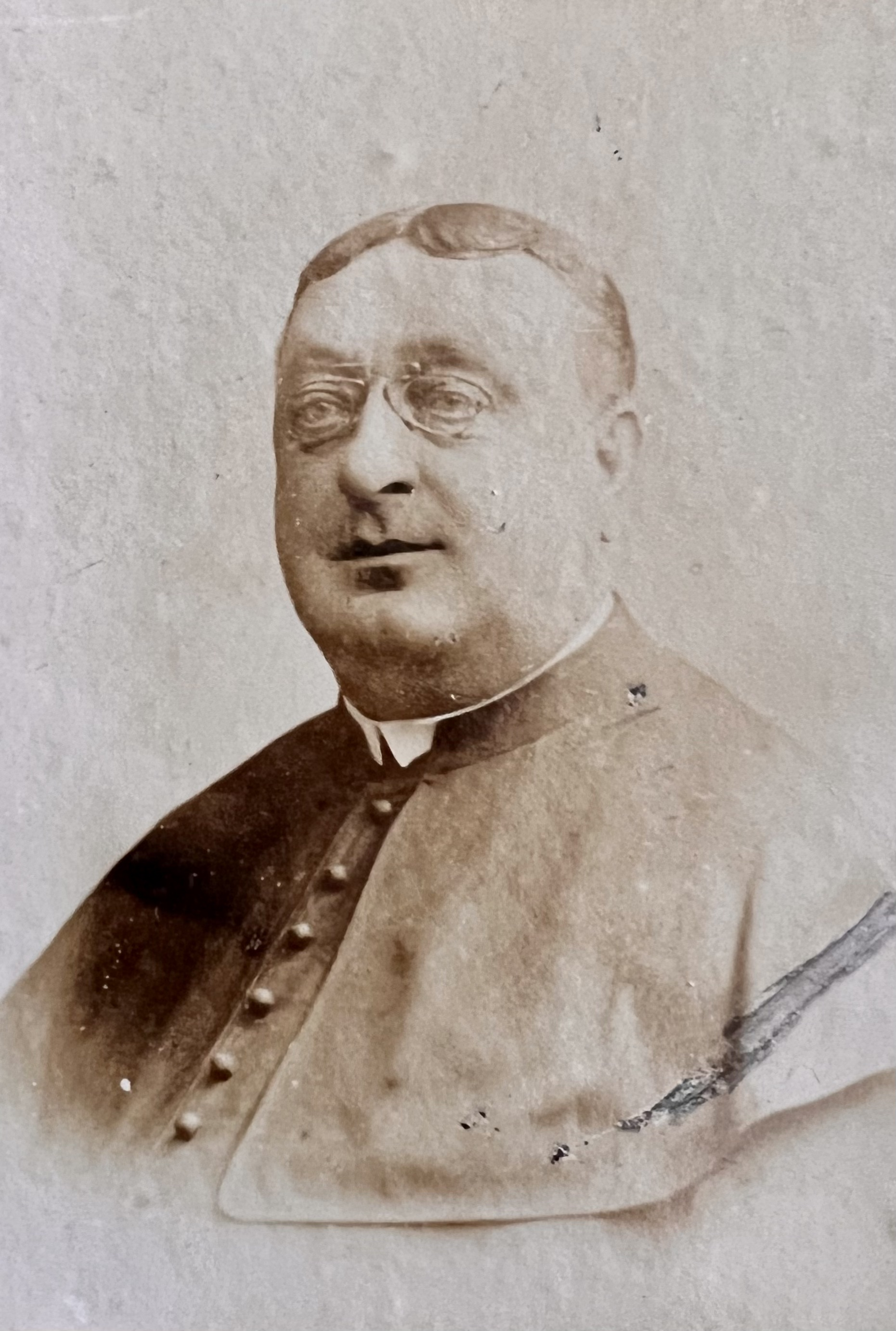
Augustin Dressler
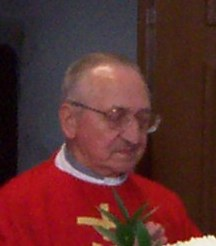
Oldřich Vinduška
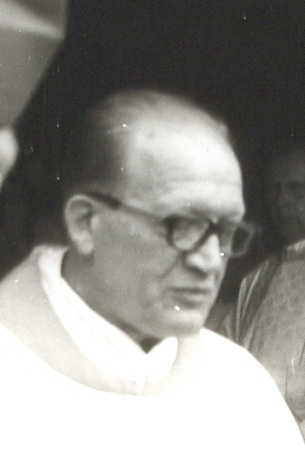
Tomáš Holoubek
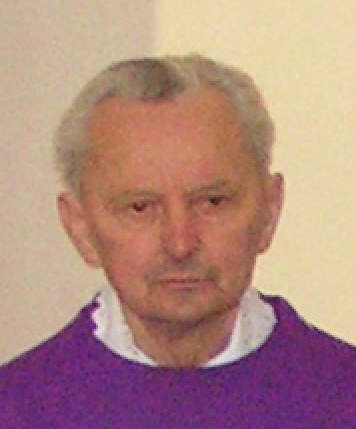
Jan Kozár
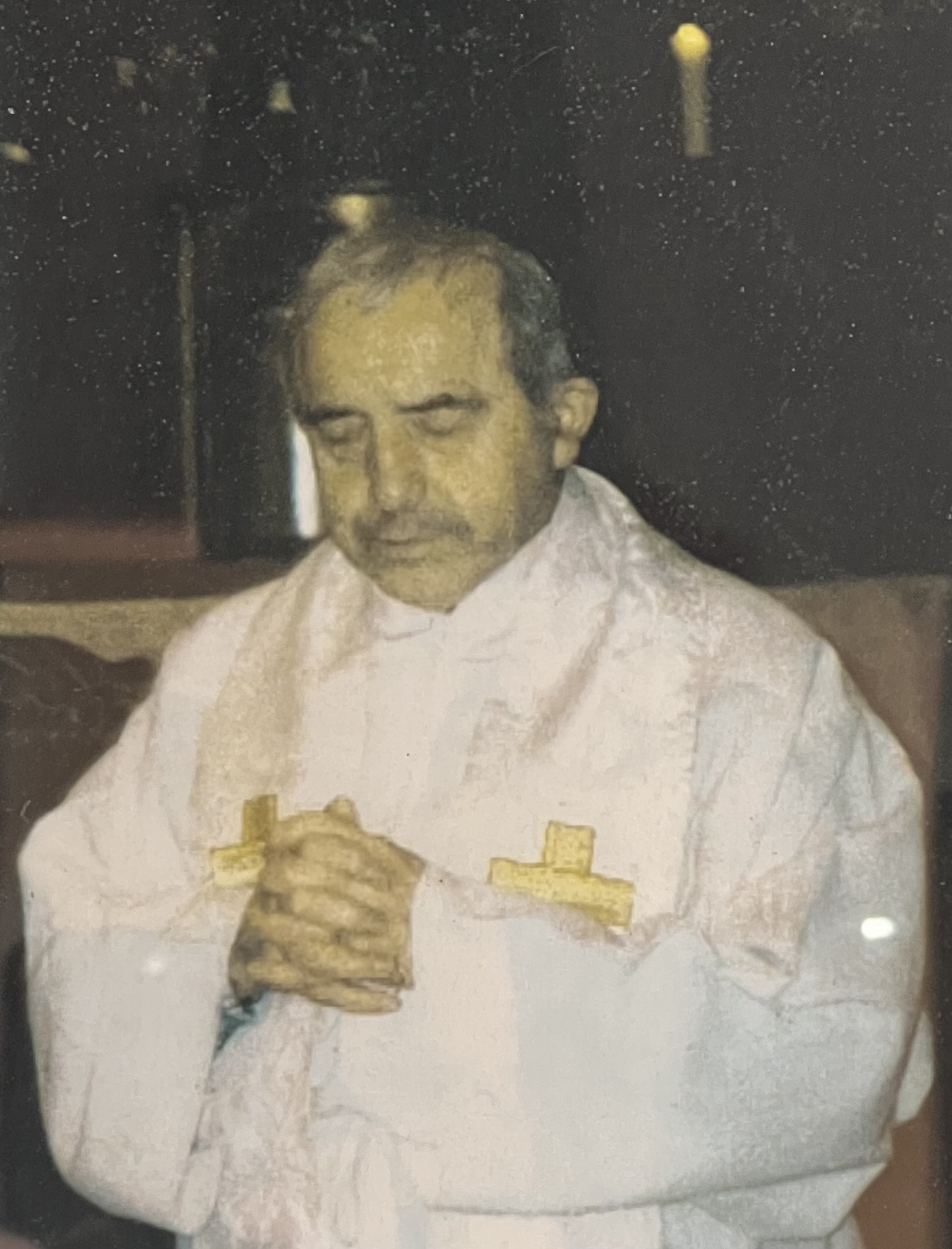
Jaroslav Čuřík
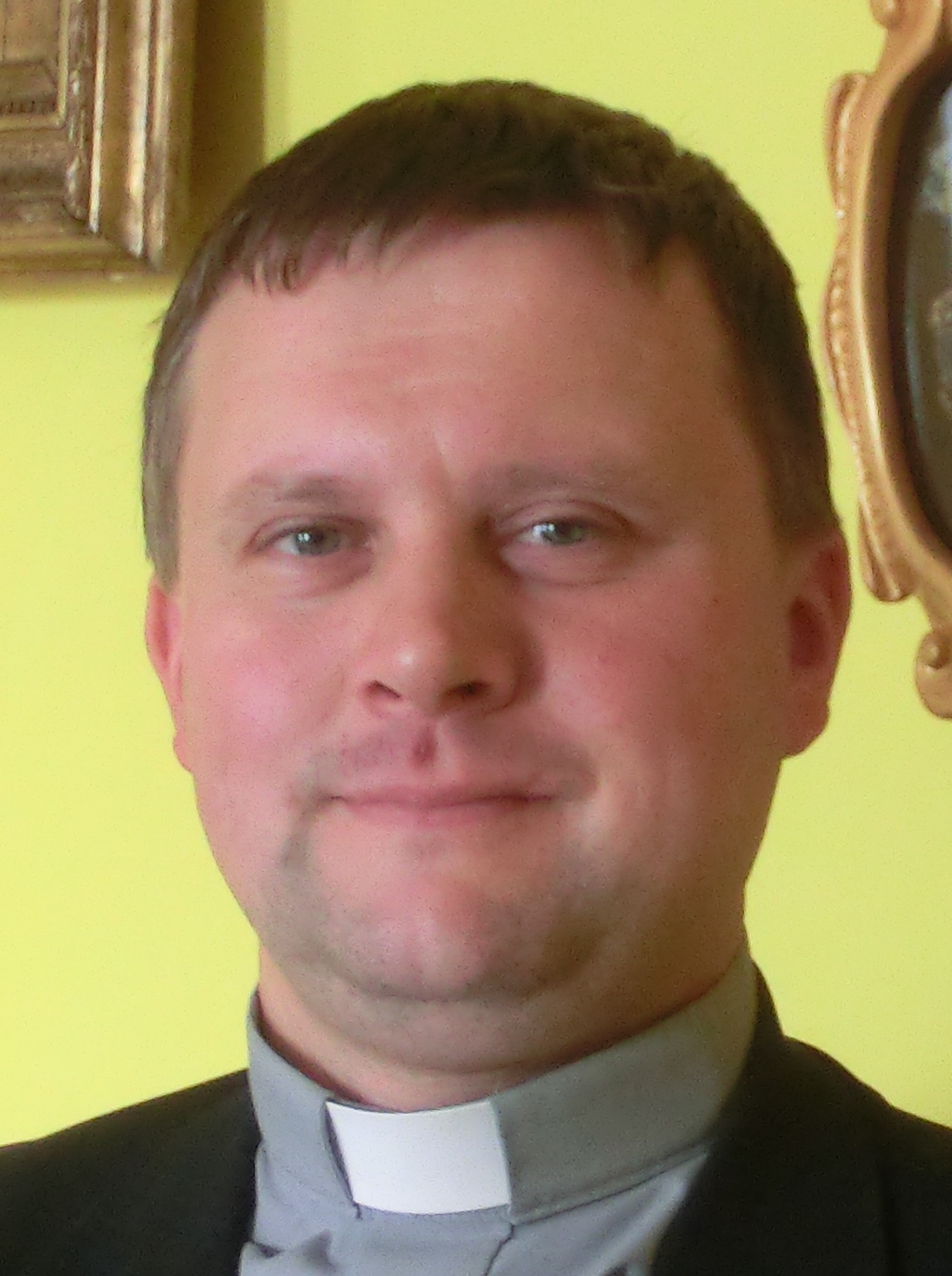
Grzegorz Czerny

## Území farnosti
Do farnosti náleží území obcí:
- Brandov (Brandau)[p 2]
- Černice (Tschernitz)
- Čtrnáct Dvorců (Vierzehnhöfen)[p 2]
- Dolní Jiřetín (Niedergeorgenthal)[p 2]
- Hamr (Hammer)[p 2]
- Hora Svaté Kateřiny (Katharinaberg)[p 2]
- Horní Jiřetín (Obergeorgenthal)[p 2]
- Janov (Johnsdorf)[p 2]
- Křížatky (Kreuzweg)[p 2]
- Lesná v Krušných horách (Ladung)[p 2]
- Malý Háj (Kleinhan)[p 2]
- Mariánské Údolí (Marienthal)[p 2]
- Mikulovice (Nickelsdorf)[p 2]
- Mníšek (Einsiedel)[p 2]
- Nová Ves v Horách (Gebirgsneudorf)[p 2]
- Rudolice v Horách (Rudelsdorf)[p 2]
- Záluží u Litvínova (Maltheuern)[p 2]
- Zelený Důl (Grünthal)[p 2]

## Římskokatolické sakrální stavby na území farnosti
| | Fotografie | Stavba                         | Místo               | Bohoslužby                      | Zeměpisné souřadnice             | Status          | Číslo kulturní památky           |
| Kostely | Kostely    | Kostely                        | Kostely             | Kostely                         | Kostely                          | Kostely         | Kostely                          |
| --- | ---------- | ------------------------------ | ------------------- | ------------------------------- | -------------------------------- | --------------- | -------------------------------- |
| 1. |            | Kostel Nanebevzetí Panny Marie | Horní Jiřetín       | bližší informace o bohoslužbách | 50°34′24″ s. š., 13°32′53″ v. d. | farní kostel    | 42353/5-334 (Pk•MIS•Sez•Obr•WD)  |
| 2. |            | Kostel sv. Michaela archanděla | Brandov             | bližší informace o bohoslužbách | 50°37′56″ s. š., 13°23′27″ v. d. | filiální kostel | 42605/5-312 (Pk•MIS•Sez•Obr•WD)  |
| 3. |            | Kostel sv. Kateřiny            | Hora Svaté Kateřiny | bližší informace o bohoslužbách | 50°34′19″ s. š., 13°26′15″ v. d. | filiální kostel | 42630/5-333 (Pk•MIS•Sez•Obr•WD)  |
| 4. |            | Kostel Nejsvětější Trojice     | Malý Háj            | bližší informace o bohoslužbách | 50°35′10″ s. š., 13°25′5″ v. d.  | filiální kostel | 43819/5-5064 (Pk•MIS•Sez•Obr•WD) |
| 5. |            | Kostel sv. Michaela archanděla | Nová Ves v Horách   | bližší informace o bohoslužbách | 50°35′55″ s. š., 13°28′26″ v. d. | filiální kostel | 43053/5-429 (Pk•MIS•Sez•Obr•WD)  |
| Kaple |            |                                |                     |                                 |                                  |                 |                                  |
| 6. |            | Kaple Vzkříšení Páně           | Brandov             | bližší informace o bohoslužbách | 50°37′57″ s. š., 13°23′40″ v. d. | hřbitovní kaple | —                                |
| 7. |            | Kaple                          | Černice             | bohoslužby příležitostně        |                                  | kaple           | —                                |
| Některé drobné sakrální stavby a pamětihodnosti lze dohledat zde v databázi Drobné sakrální památky Zaniklé sakrální stavby lze dohledat zde v databázi Poškozené a zničené kostely, kaple a synagogy v České republice |            |                                |                     |                                 |                                  |                 |                                  |

Ve farnosti se nacházejí také další drobné sakrální stavby a pamětihodnosti. Historicky se na území farnosti, včetně afilovaných farností, nacházelo větší množství kostelů, kaplí, kapliček a dalších sakrálních objektů. Velká část z nich byla zbořena nebo poškozena v 2. polovině 20. století v důsledku těžby hnědého uhlí.